# Carl Heinrich Friedrich von Württemberg
Herzog Carl Heinrich Friedrich von Württemberg (* 3. Mai 1770 in Mömpelgard, Grafschaft Württemberg-Mömpelgard; † 11. Augustjul. / 22. August 1791greg. bei Galați, begraben in Cherson, Ukraine) war ein Angehöriger des Hauses Württemberg und Offizier in russischen Diensten, zuletzt Generalleutnant.

## Leben

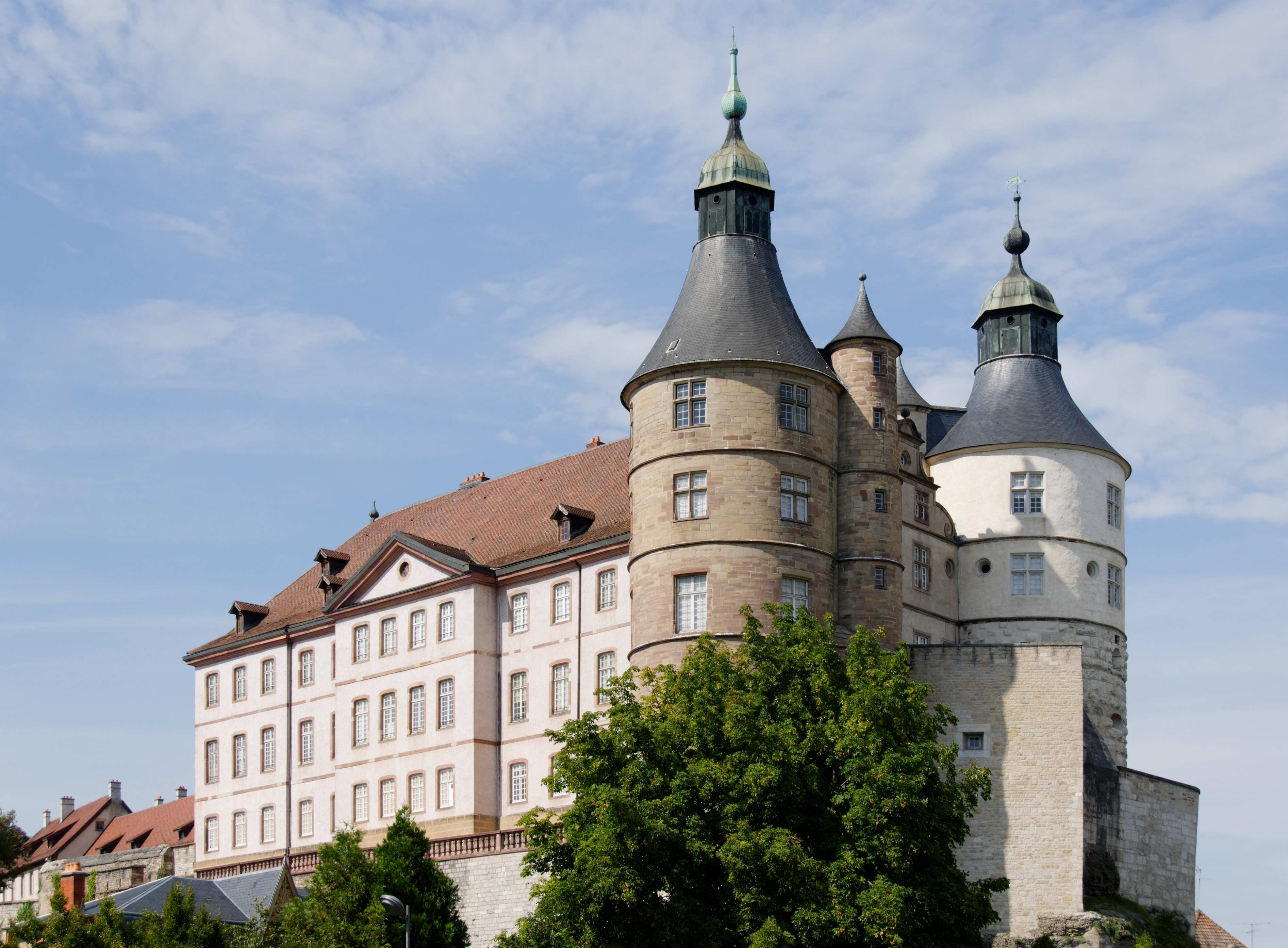
Schloss Mömpelgard

Carl Heinrich Friedrich von Württemberg war der sechste Sohn und das zehnte von zwölf ehelichen Kindern des Herzogs Friedrich Eugen von Württemberg und dessen Gemahlin Friederike Dorothea Sophia von Brandenburg-Schwedt, ältester Tochter des Markgrafen Friedrich Wilhelm von Brandenburg-Schwedt und der Sophie Dorothea Marie von Preußen, einer Schwester des preußischen Königs Friedrich II. Er war Bruder von König Friedrich von Württemberg und der Zarin Maria Fjodorowna und wuchs im Schloss Mömpelgard (Château de Montbéliard) auf. 
Über seine Patentante, Zarin Katharina die Große, war für Carl eine Offizierslaufbahn in der russischen Armee vorgezeichnet. Mit der Übernahme des Patenamtes durch Katharina war das Geschenk eines Hauptmann-Patents verbunden; schon als Kind und Jugendlicher durchlief Carl die Ränge von Hauptmann bis Brigadier. Als er 18 Jahre alt wurde, bat sein Vater die Zarin um einen aktiven Dienstposten für ihn. 1789 trat Carl seinen aktiven Dienst unter Feldmarschall Pjotr Alexandrowitsch Rumjanzew-Sadunaiski in Iași im Fürstentum Moldau an, bereits im Rang eines Generalmajors. 1790 tat er sich im Feldzug während des Russisch-Österreichischen Türkenkriegs hervor. Er wurde zum Generalleutnant befördert und mit dem Orden des Heiligen Andreas des Erstberufenen ausgezeichnet. Geschwächt durch das Klima im Donaudelta und einen Unfall, erhielt er einen halbjährigen Urlaub in St. Petersburg. 

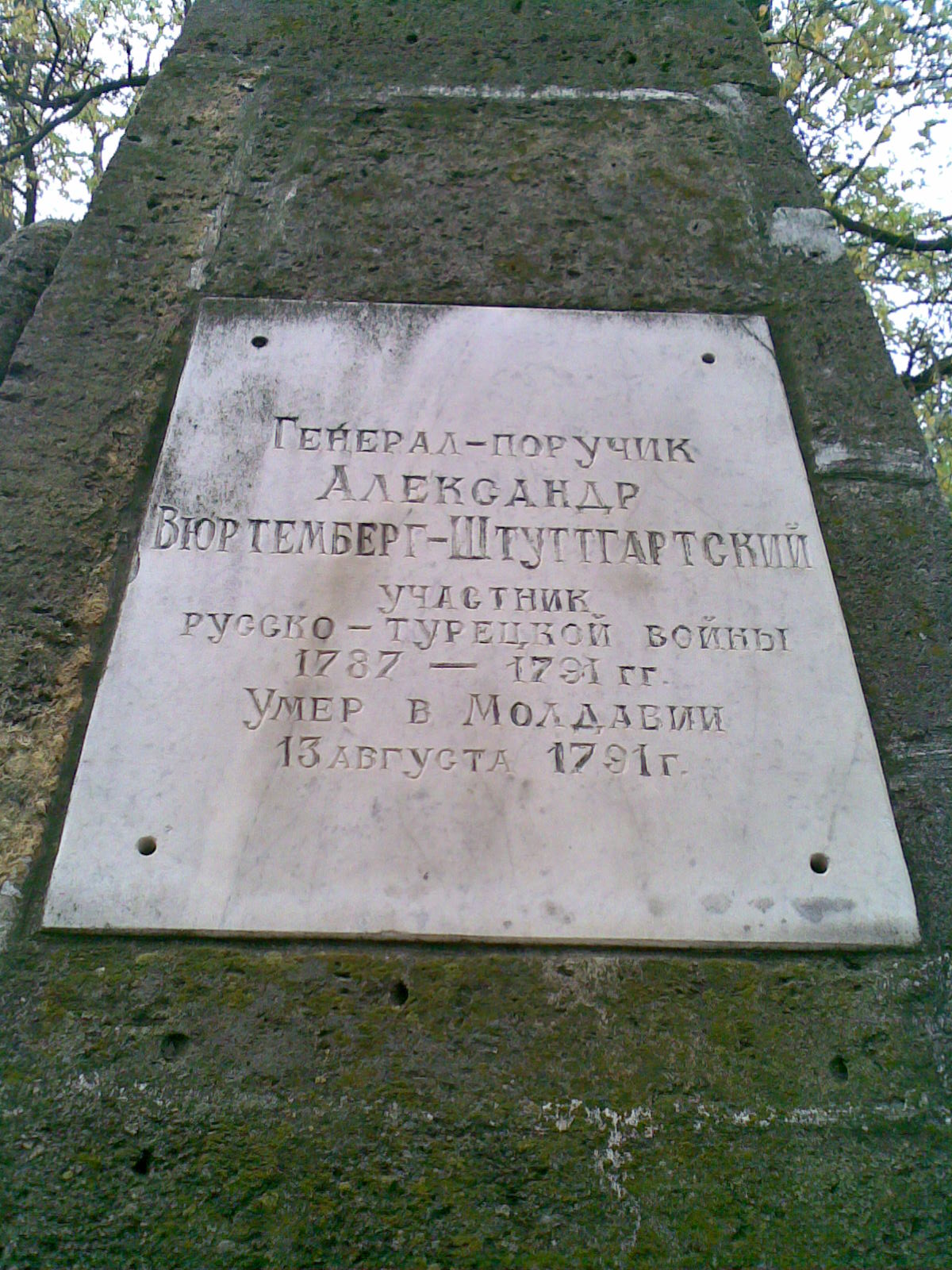
Grabmal in Cherson

Kurz nach seiner Rückkehr starb Carl Heinrich Friedrich an einer Fieberinfektion, vermutlich an Malaria, der wenig später auch Grigori Alexandrowitsch Potjomkin zum Opfer fiel. Sein Leichnam wurde wie der von Potjomkin nach Cherson gebracht und bei der St.-Katharinen-Kathedrale beigesetzt. Eine Grabstele, die ihn als Alexander von Württemberg-Stuttgart bezeichnet, ist bis heute erhalten.